# St. Josef (Reinhausen)

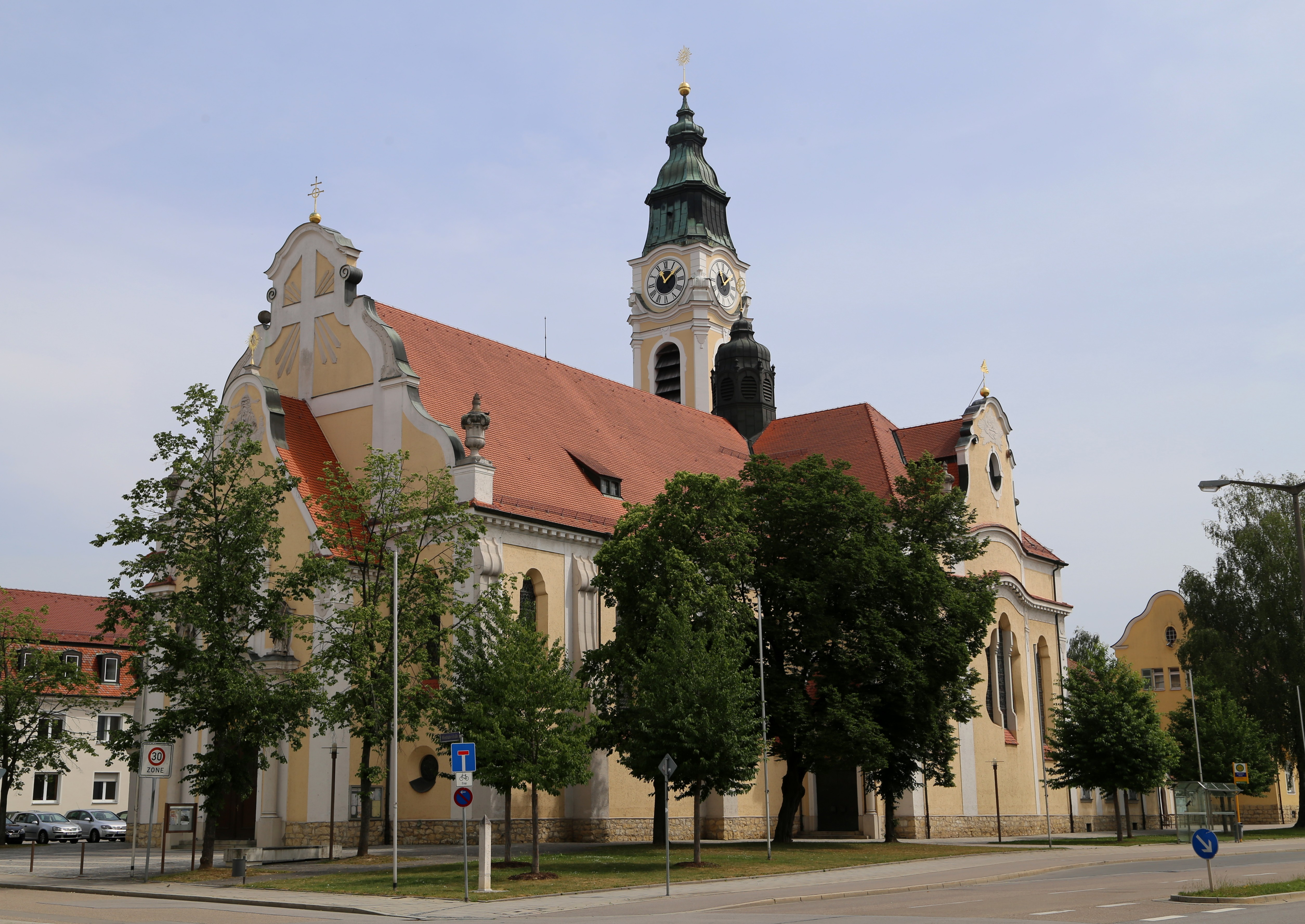
Stadtpfarrkirche St. Josef

Die katholische Stadtpfarrkirche St. Josef an der Wieshuberstraße 2 bildet den Kern des Stadtteils Reinhausens und damit eines der Zentren des Stadtnordens von Regensburg.

## Geschichte
Als die Kirche St. Nikolaus im Laufe der Zeit für die gewachsene Gemeinde zu klein wurde, gab Pfarrer Michael Wieshuber von Sallern schließlich den Anstoß zum Bau der Kirche in Reinhausen, nachdem 1898 ein Kirchbauverein Reinhausen gegründet worden war. Am 29. Juli 1906 wurde schließlich der Grundstein durch Generalvikar Franz Xaver Leitner gelegt. Die Kirche St. Josef wurde 1906–08 vom Architekten Heinrich Hauberrisser errichtet. Am Josefitag 1908 fand die feierliche Benediktion durch Diözesanbischof Antonius von Henle statt. Ende Juni 1911 wurde der Pfarrhof fertiggestellt. Am 18. November 1913 erfolgte schließlich die kanonische Errichtung der Pfarrei. Am 13. Oktober 1910 wurde der Amberger Josef Wimmer als fünfter Expositus nach Reinhausen bestellt und am 15. März 1914 als erster Pfarrer der Kirche Reinhausen installiert.
Nach der Herabsetzung der Kirche St. Nikolaus zur Nebenkirche werden hier noch wöchentliche Werktagsmessen sowie einige kleinere Messen, wie z. B. bei Bittgängen, Hochzeitsjubiläen etc., gehalten.
Mit Errichtung der Kirche St. Josef wurde der Ort Reinhausen selbst eigenständiger von Sallern und Weichs und vor allem gegenüber der Stadt Regensburg. Dieser Zustand hielt sich politisch bis zur Eingemeindung des Dorfes Reinhausen im Jahre 1924; von der früheren Eigenständigkeit des Ortes zeugt heute das Reinhausener Pfarrei- und (kirchlichen) Vereinswesens als spezifisch Reinhausen und nicht Regensburg zugehörig.

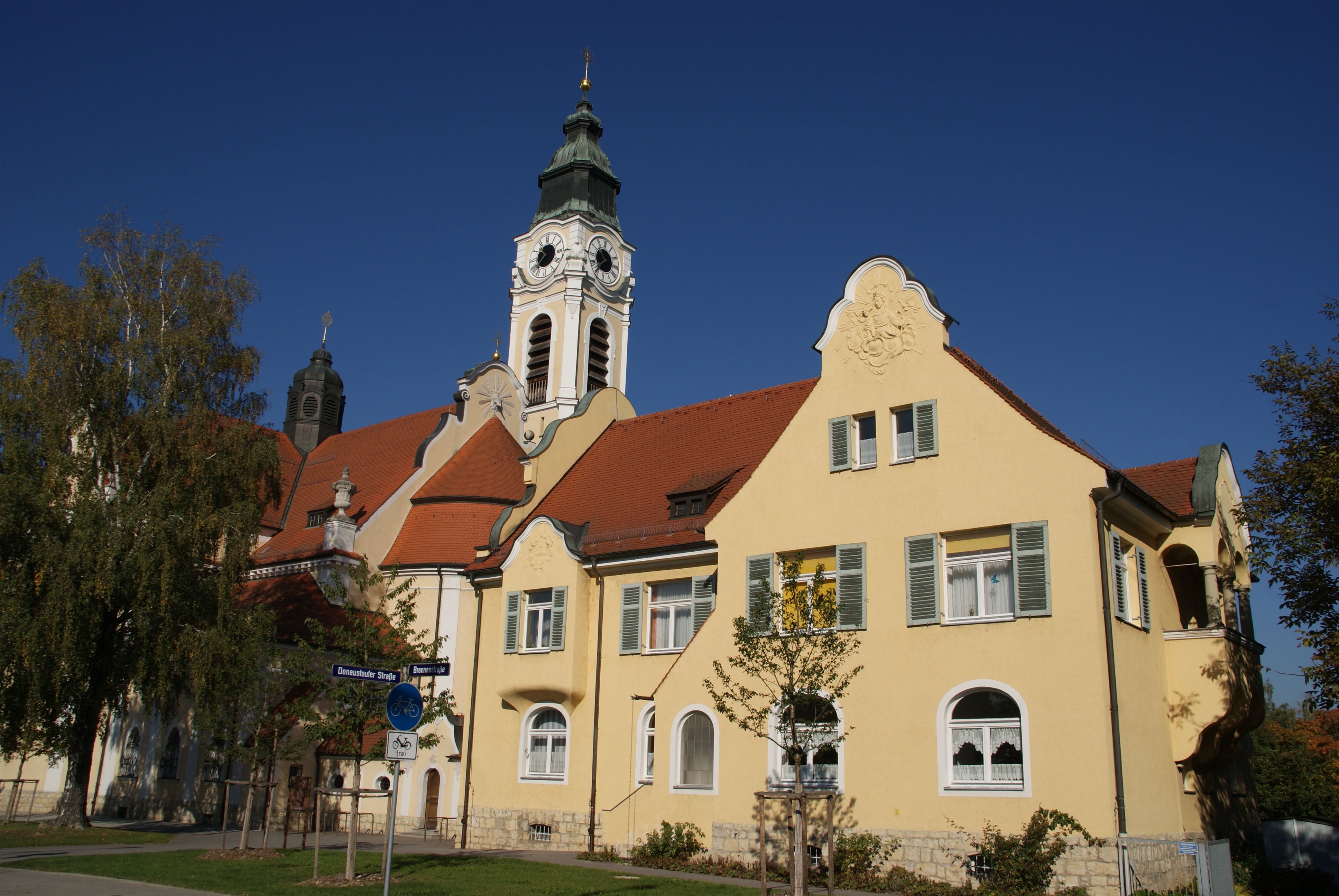
St. Josef mit Pfarramt

## Gebäude
Die neubarocke Kirche ist ein Saalbau mit Querhaus und eingezogenem Chor, Chorflankenturm mit Haubendach, Schweifgiebelfassade und Vorzeichen mit Filialgiebel. Daneben befindet sich das neubarocke Gebäude des kath. Pfarramts St. Josef von 1910.
Das Gebäude befindet sich an der Ecke von Donaustaufer- und Wieshuberstraße und liegt damit zentral an einer der Regensburger Hauptstraßen. Die Kirche liegt jedoch nicht direkt an einer dieser Straßen; an der Westseite vor dem Hauptportal liegt ein großer Vorplatz, an der Südseite führt ein durch eine kleine Grünfläche mit Bäumen von der Straße entfernter Weg an der Kirche entlang. Nördlich der Kirche befindet sich ein weitläufiger Platz mit einem Brunnen und einem großen hölzernen Kruzifix mit vergoldeter Christusfigur, an den sich das Pfarrheim und das St.-Anna-Kinderheim anschließt, sodass der Platz an drei Seiten umschlossen ist und nur westlich an die Wieshuberstraße grenzt. Das Pfarrheim beginnt mit einem Durchgang in etwa halber Höhe im Osten des Platzes und geht übers Eck bis fast an den Turm. Im Pfarrheim selbst befindet sich auch eine Pflegestation. Im Osten der Kirche liegt der weitläufige Garten des Pfarrheims, der im Norden bis zum Garten des Kindergartens und im Süden bis zum Garten des kath. Pfarramtes reicht, das gleichzeitig mit dem Gang, der es mit der Pfarrkirche verbindet, die räumliche Abgrenzung des Gartens von der Straße darstellt. Auch das Pfarramt ist durch eine kleine Grünfläche um ein Stück von der Donaustauferstraße zurückversetzt, somit liegt die gesamte Kirche etwas distanziert von der Außenwelt und größere Prozessionen, beispielsweise um die Kirche mit Einzug durch das Hauptportal, sind ohne Verkehrsbehinderung möglich.
Eine architektonische Besonderheit der Kirche stellt das breite Kirchenschiff mit den breiten Querhausöffnungen dar, das mit einer mächtigen Kuppel (Flachtonne) überdacht ist. Die Breite des Querschiffs beträgt in der Vierung 28 Meter (im Längsschiff 17,5 Meter); die Kuppel weist die größte Spannweite aller Regensburger Kirchen (einschließlich des Regensburger Doms) auf.
Das mächtige Bauwerk ist 60 Meter lang und 14,5 Meter (bzw. in der Kuppel 18,5 Meter) hoch, der Turm mit seinen fünf Glocken ragt 57 Meter in den Himmel. Die Kirche kann mehr Menschen fassen als der Regensburger Dom (gemessen in Sitzplätzen), weit über 1000 Menschen finden hier Platz.
Am Hochaltar, geweiht am 29. Mai 1910, ist auf der Höhe der Josefsfigur das Wappen des Stifters Fürst Albert von Thurn und Taxis angebracht. Der Hl. Josef thront zentral; auf seinem Arm trägt er das Christuskind, welches ein goldenes Zepter in der Hand trägt. Unter seiner Statue findet sich der kunstvolle große Tabernakel für die Monstranz, flankiert von zwei Engeln und gekrönt von einem Kreuz (Tabernakel und Kreuz sind sozusagen in einem eigenen Schrein eingebaut); der Hl. Josef selbst wird ebenfalls von zwei Engeln seitlich begleitet. Neben dem Hl. Josef stehen der Hl. Albertus Magnus und der Hl. Emmeram, Schutzheilige des Bistums, jeweils vom Hl. Josef durch Säulen getrennt. Über allem thront die Figur des Gottvaters auf Wolken, der den Heiligen Geist zur Erde herabsendet.
Daneben hat die Kirche noch vier weitere Seitenaltäre: Auf beiden Seiten des Hochaltares finden sich Gemälde Hl. Johannes des Täufers mit dem Bild vom Rufer in der Wüste (Südseite bzw. rechts vom Eingang aus gesehen) und das Gemälde der St. Anna (über dem Tabernakel an der Nordseite), in dem man bedürftige Kinder sieht, die von der Hl. Anna in ihre Fürbitten an die Gottesmutter Maria eingeschlossen werden. In diesem Gemälde sieht man in der rechten unteren Ecke, wie ein Priester die Kinder in weisender Gebärde die Kinder der Fürbitte der St. Anna und St. Maria übergibt; man geht davon aus, dass dieser Priester Pfarrer Michael Wieshuber ist, wobei andere Quellen davon ausgehen, dass hier der erste Pfarrer Josef Wimmer dargestellt ist. Ebenfalls ist eine Nonne zu erkennen, die in ähnlicher Gebärde wie der Priester in der linken unteren Bildhälfte steht; es wird davon ausgegangen, dass dieses Bild sich im Inhalt auch auf das der Kirche nördlich gegenüberliegende St.-Anna-Heim bezieht, in dem Klosterschwestern ein Kinderheim betrieben. Das Motiv der betenden oder fürsorgenden Nonne findet sich sehr häufig in der großen Gemäldevielfalt der Kirche, so auch beim Bild der Waisenkinder an der Kuppel.
Im Kirchenschiff befindet sich der Herz-Jesu-Altar auf der Nordseite (vom Eingang aus gesehen links) sowie der Marienaltar (Maria als Patronin der Arbeiterschaft) auf der Südseite; beide Altäre wurden um 1910 geschaffen und bestehen hauptsächlich aus den Gemälden der jeweiligen Szenen und jeweils einem (ungenutzten) Tabernakel. Die Ölbilder links Herz-Jesu-Erscheinung vor Marg. Maria Alacoque, rechts Maria als Beschützerin des arbeitenden Volkes sind von dem Kirchenmaler Josef Wittmann, gemalt 1910. Der Volksaltar ist künstlerisch an den restlichen Kirchenraum angepasst.
Neben dem Herz-Jesu-Altar steht noch eine kleinere Marienstatue mit Kind, Zepter und Krone; auf der anderen Seite, neben dem Marienaltar (also vor dem großen Gemälde von Johannes dem Täufer), steht das steinerne Taufbecken. Hinter dem Geländer über dem Taufbecken und Marienaltar stehen Chorgestühle mit Blickrichtung zum Volksaltar, auf der Nordseite jedoch nur eine Holzwand mit Sitzplatte an der Wand. Der Priestersitz befindet sich neben dem Gemälde des Hl. Johannes des Täufers.
Des Weiteren steht in der Nähe des Hauptportals im Westen (dies ist auch der Standort der Orgelempore) ein von den Weichser Kriegerfrauen gestifteter Altar der Schmerzhaften Maria.
Die Deckengemälde wurden in den Jahren 1930 und 1931 von Waldemar Kolmsperger angefertigt und beschreiben vor allem das Leben und Wirken des Hl. Josef; jedoch sind auch Darstellungen des biblischen Josef (beim Hauptportal) sowie Gemälde bedeutender Persönlichkeiten der katholischen Kirche wie Papst Pius IX. (als er den Hl. Josef zum Schutzherr der katholischen Kirche erklärte) mit Fahnen der Regensburger Studenten- und anderer kirchlicher Vereine, „Arbeiterbischof“ Ketteler von Mainz und Zentrumsparteivorsitzender Windthorst vorhanden; ebenso einige Bilder vom Leben und Wirken Jesu Christi (Christus beim Vertreiben der Händler aus dem Tempel, Christus und die Ehebrecherin) sowie ein Bildnis des Pharisäers und des Zöllners.
Besonders hervorzuheben jedoch ist das große Gemälde in der Kuppelwölbung, welche wegen ihrer großen Spannweite (s. o.) eine der wichtigsten Charakteristika der Pfarrkirche ist. Dieses Gemälde verherrlicht den Hl. Josef als Helfer und Fürbitter der Menschheit. Das Gemälde zeigt, symbolisiert durch vier Gestalten, die Menschheitsnöte Sorge (gestaltet durch Waisenkinder ohne elterliche Fürsorge, ein Elternpaar in schwerem Kummer, Bauern in Sorge um ihre Ernte), Jammer (Leidende und Kranke, Sterbende, denen die Sterbekommunion gespendet wird, Schiffsbesatzungen mit vom Sturm zerstörten Masten und Segeln), Angst (furchtsam in die ungewisse Zukunft blickende Augen, Apokalyptische Reiter, Feuer, Brand und Soldaten, teilweise mit dem Tode ringend) und Schrecken (zusammenstürzende Gebäude und Monumente, verzweifelnde und in Unglück geratene flüchtende Menschen mit dem Ausdruck panischen Entsetzens auf den Gesichtern). In der Mitte jedoch öffnen sich die Wolken, und man sieht den Hl. Josef, der vor Christus für die Menschen bittet.
Auch die Himmelsrichtungen der betreffenden Gemäldeteile seien zu beachten: an der Westseite, also dem Hochaltar gegenüber, sind die wüstesten Zerstörungen, die übelsten Brände, die meisten Soldaten, während hingegen direkt über dem Hochaltar das Bild des Hl. Josef als Fürbitter vor Christus ist.
An der Westseite der Kuppel ist auch die Signatur des Künstlers, Waldemar Kolmsperger, angebracht. Aufgrund einiger Risse in der Signatur ist allerdings nicht klar, ob es sich hier nicht vielmehr um den Münchener Künstler Waldemar Kolmsberger (1881–1954) handelt, der sich mit einem B schreibt.
Über dem Zentrum der Kuppel, markiert durch eine Öffnung, steht der Heilig-Geist-Vierungsturm.
Die Fenster auf der Nord- und Südseite in den Querhäusern fallen durch ungewöhnliche Breite auf und sind mit Motiven aus dem Leben des Hl. Josef verziert, wie beispielsweise die bildliche Darstellung seines Todes auf der Nordseite des Gebäudes. Alle anderen Fenster im Kirchenraum sind nicht mit Bildern, sondern nur mit kunstvollen Ornamenten an den Rändern geschmückt.
Am Hochaltar gibt es vier Fensternischen, jedoch nur drei Fenster, da die südöstliche Fensternische gleichzeitig die Wand der überdurchschnittlich großen und geräumigen, zweistöckigen Sakristei bildet. Die beiden Kirchenfenster, die sich diagonal hinter dem Hochaltar befinden, sind mit den Bildern des Hl. Petrus und des Hl. Paulus geschmückt; das nordöstliche Fenster zeigt den Hl. Johannes.

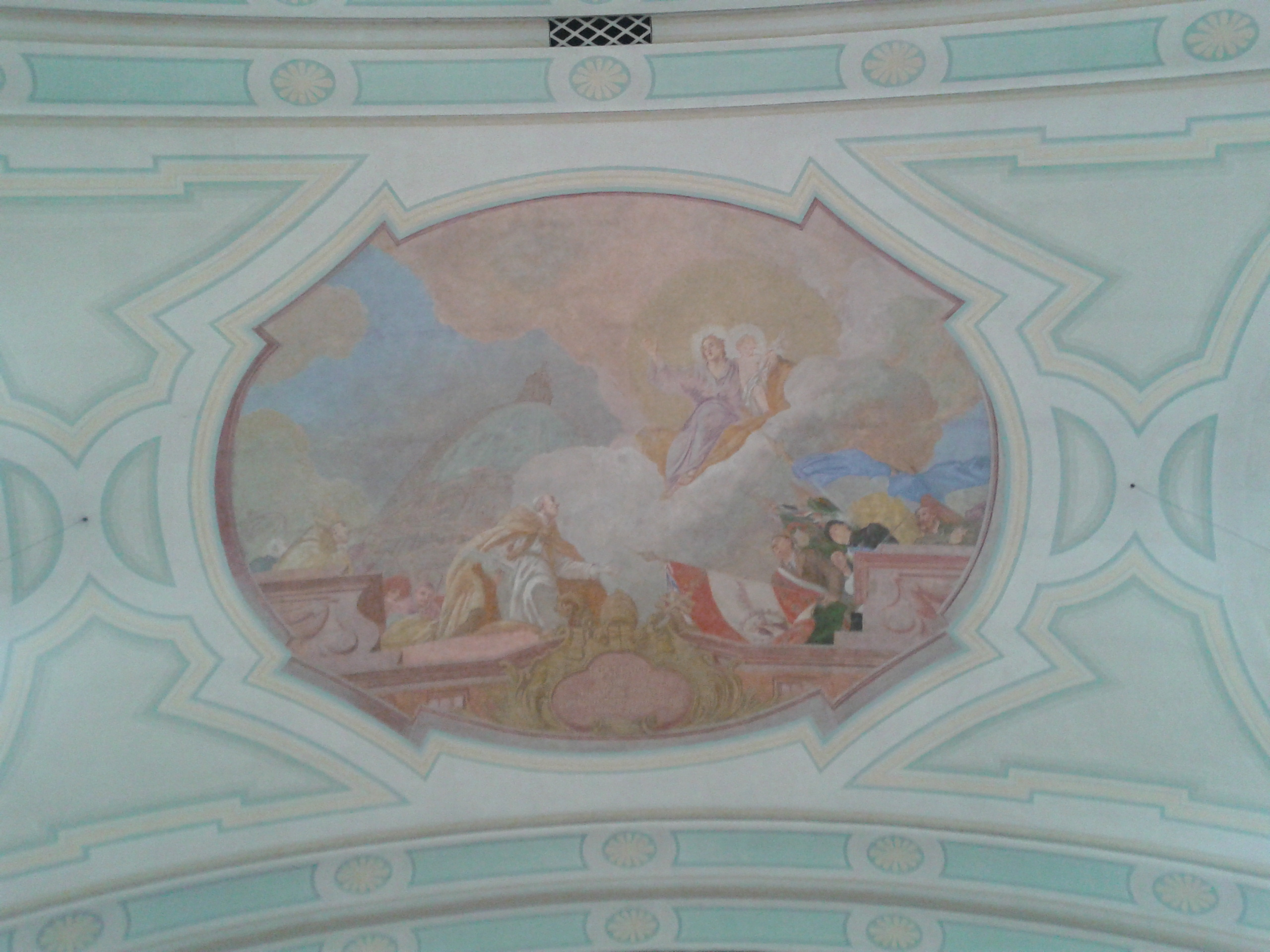
Deckengemälde in der Stadtpfarrkirche St. Josef (Reinhausen): Papst Pius IX. (als er den Hl. Josef zum Schutzherr der katholischen Kirche erklärte) mit Fahnen der Regensburger Studenten- und anderer kirchlicher Vereine, „Arbeiterbischof“ Ketteler von Mainz und Zentrumsparteivorsitzender Windthorst

Über der Sakristei befindet sich eine kleine Empore, die von der oberen Sakristei aus betreten werden kann und von der aus früher die Schwestern des gegenüberliegenden St.-Anna-Heimes an der Hl. Messe teilnahmen. Heute ist die Empore ungenutzt und wird nur manchmal geöffnet, um bei größeren Messen von dort aus Fotos vom Altarraum aufnehmen zu können. Dieser gegenüber befindet sich ein großes Kruzifix mit Jesus daran, auf dessen Sockel ein Totenkopf auf gekreuzten Knochen liegt. Neben diesem sind die Statuen des Hl. Johannes und der Hl. Maria.
Die Kirche ist berühmt für ihre kirchenmusikalischen Leistungen; dafür ist nicht nur die hervorragende Akustik des weitläufigen Kirchenraumes verantwortlich, sondern auch die Leistungen des Chores selbst, der bis weit über die Diözesangrenzen hinaus berühmt ist.
Es gibt eine sehr große dreimanualige Orgel mit 46 Register auf der westlichen Orgelempore der Kirche, welche 1992 bestellt (Auftragsvergabe an Firma Sandtner) und am 20. November 1994 eingeweiht wurde. Sie ist künstlerisch an den Kirchenraum angepasst. Sie ersetzt in Folge die gebrauchte Orgel von St. Kassian, die neu gebauten Weise- und die Meier-Orgel aus den Jahren 1918 bzw. 1968.
Die St.-Nikola-Orgel, eine wertvolle barocke Orgel aus der Kirche St. Nikolaus, wurde 1988 generalsaniert und unter das Nordfenster der Pfarrkirche St. Josef verbracht, wo sie heute bei Gottesdiensten mit kleiner Chorbesetzung gespielt wird.
In der Pfarrei herrscht ein fast dörfliches Vereinsleben, in den meisten Bereichen ist der Nachwuchs hier sichergestellt. Durch die vermehrten Anstrengungen der Stadtpfarrei im Bereich der Jugendarbeit konnten auch hier Erfolge erzielt werden, was sich u. a. in der regen Beteiligung der KjG und der enorm hohen Anzahl an Ministranten deutlich zeigt.

## Galerie
Diese Galerie dient dem Zweck, die Kirche detaillierter zu zeigen, als dies im Text des Artikels möglich ist.

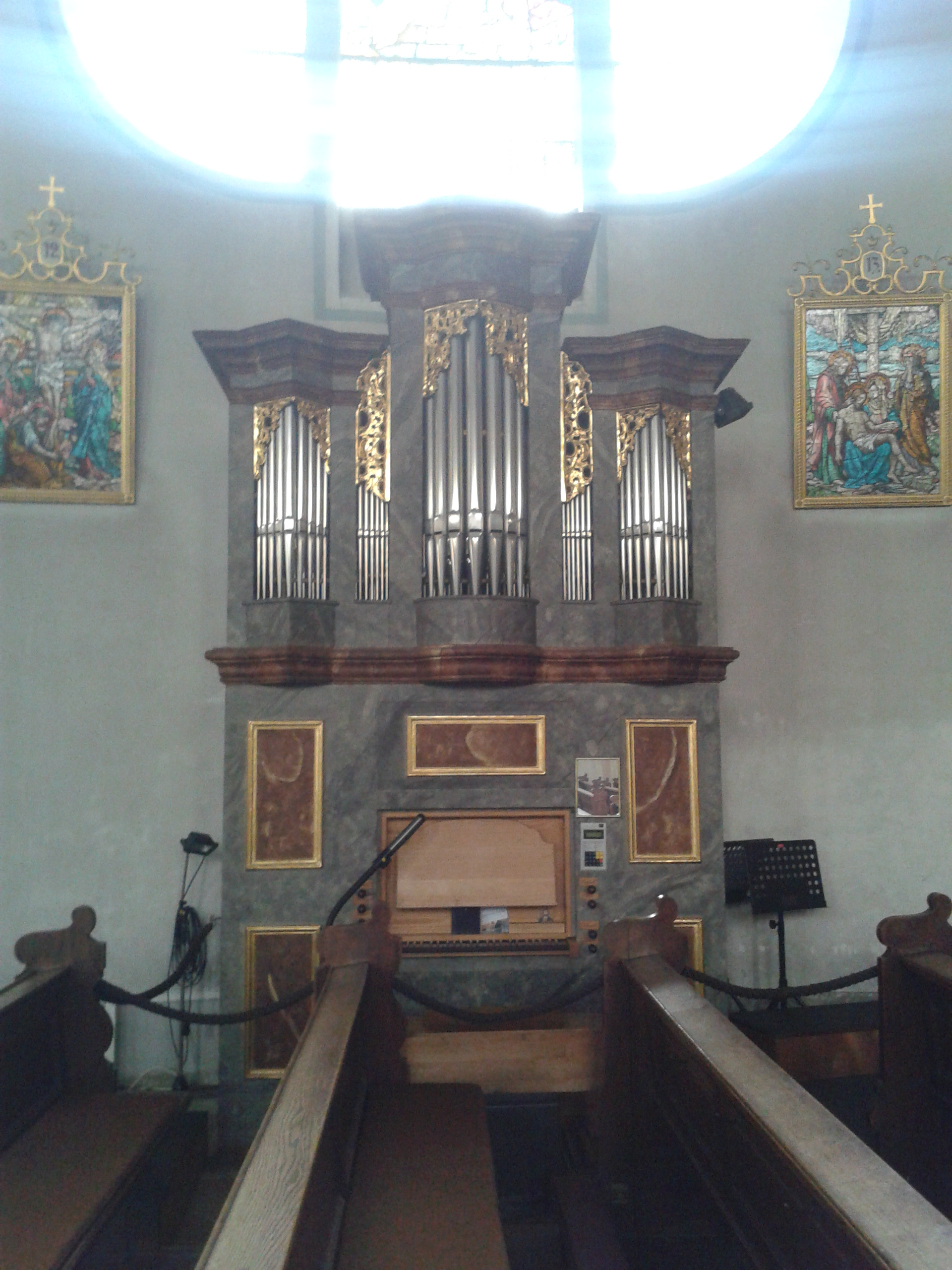
Barockorgel (nördl. Querhaus)

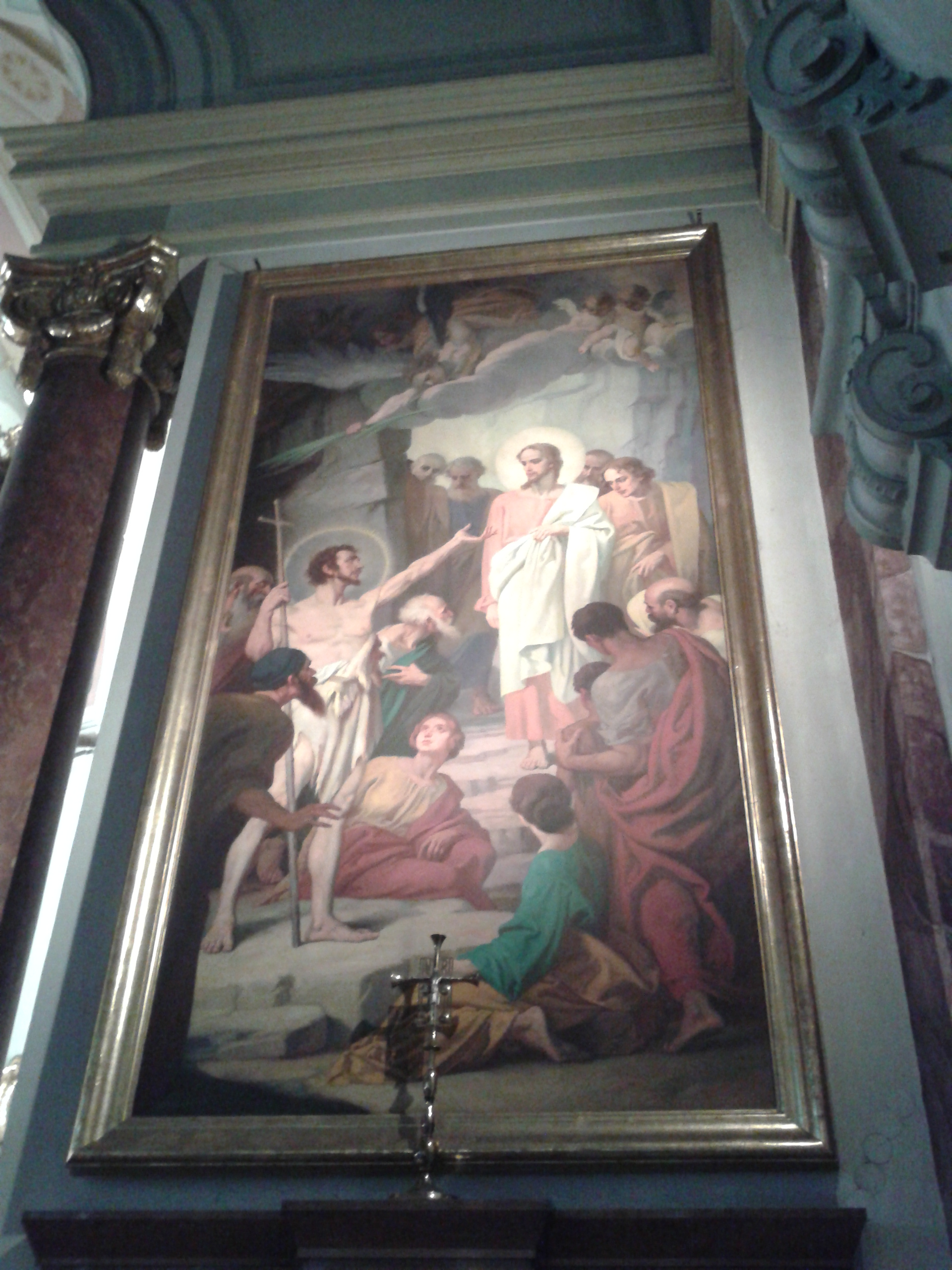
Bild des Rufers in der Wüste (Hl. Johannes der Täufer) an der Südseite des Hochaltars

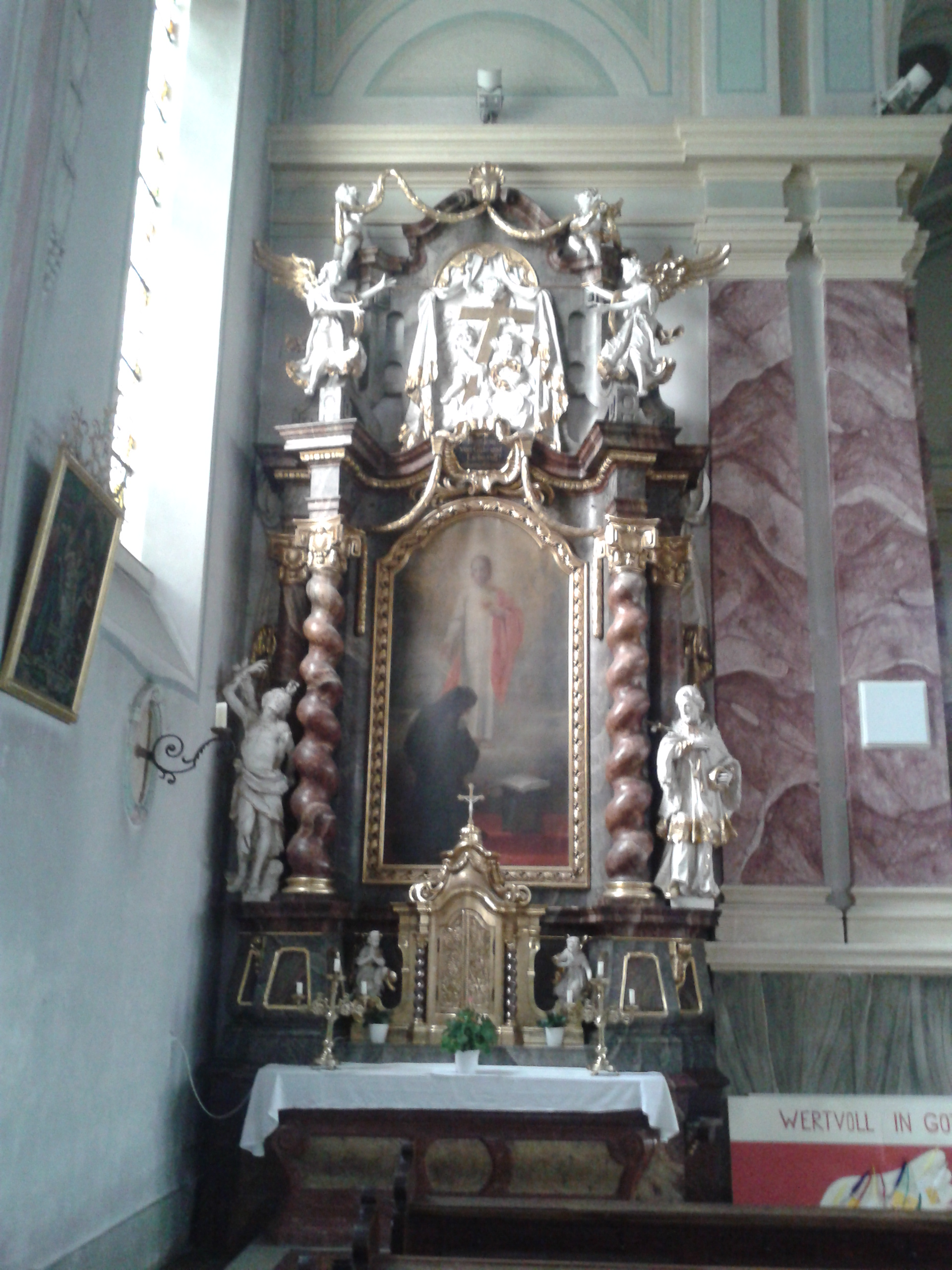
Herz-Jesu-Seitenaltar (nördl. Querhaus)

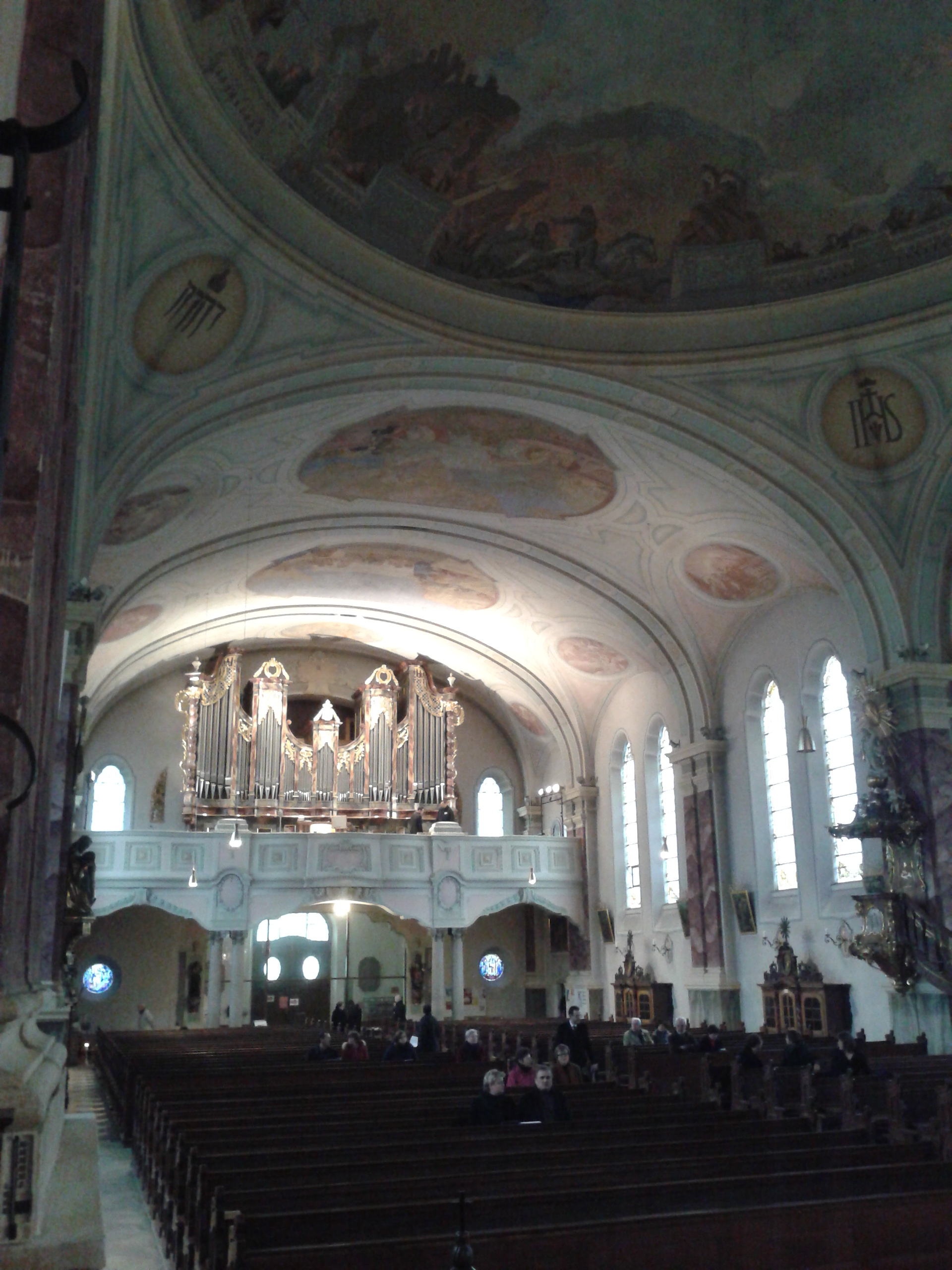
Blick durchs Kirchenschiff zur Sandtner-Orgel

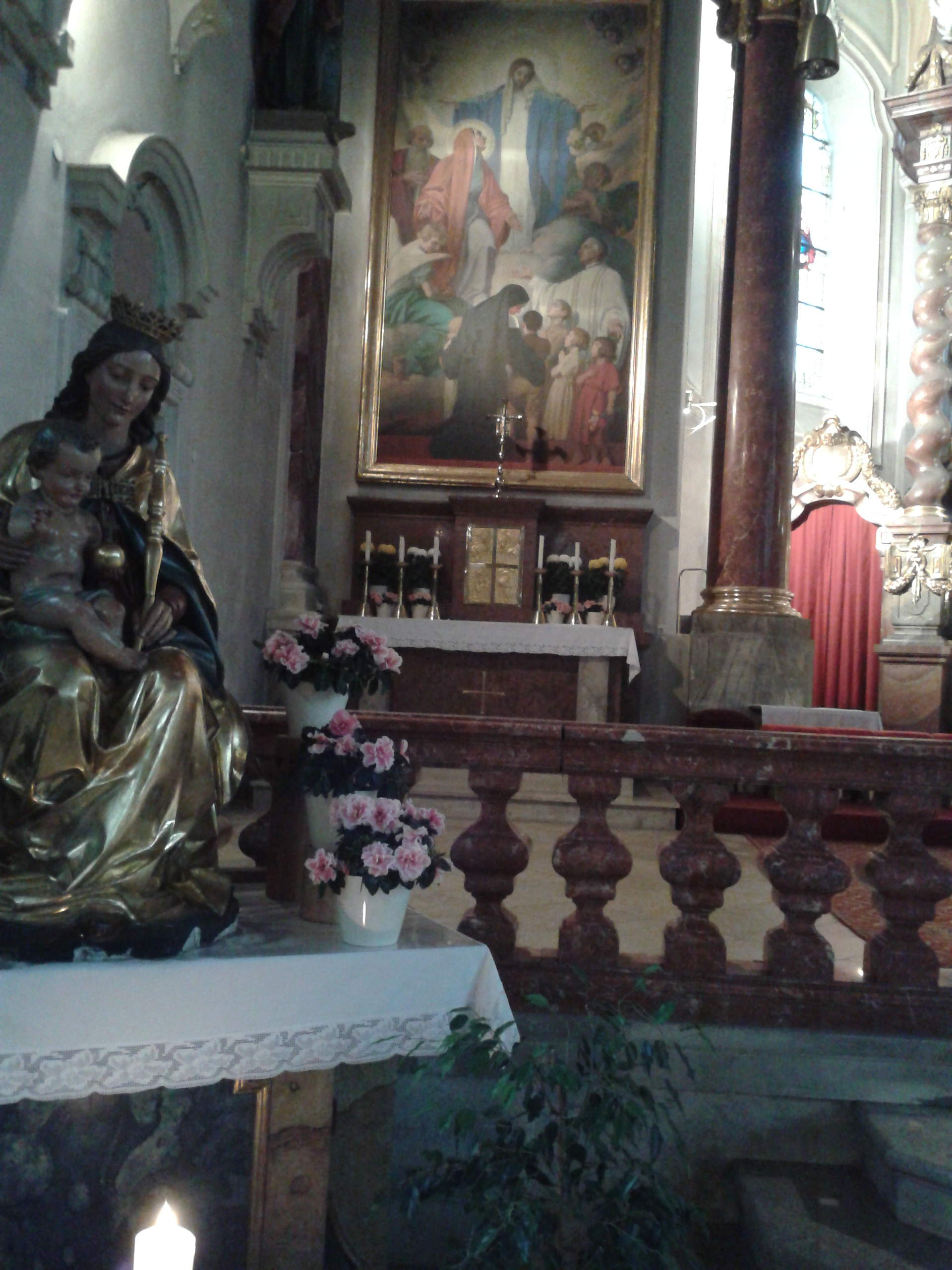
Bild der Hl. Anna mit Marienaltar an der Nordseite des Hochaltars
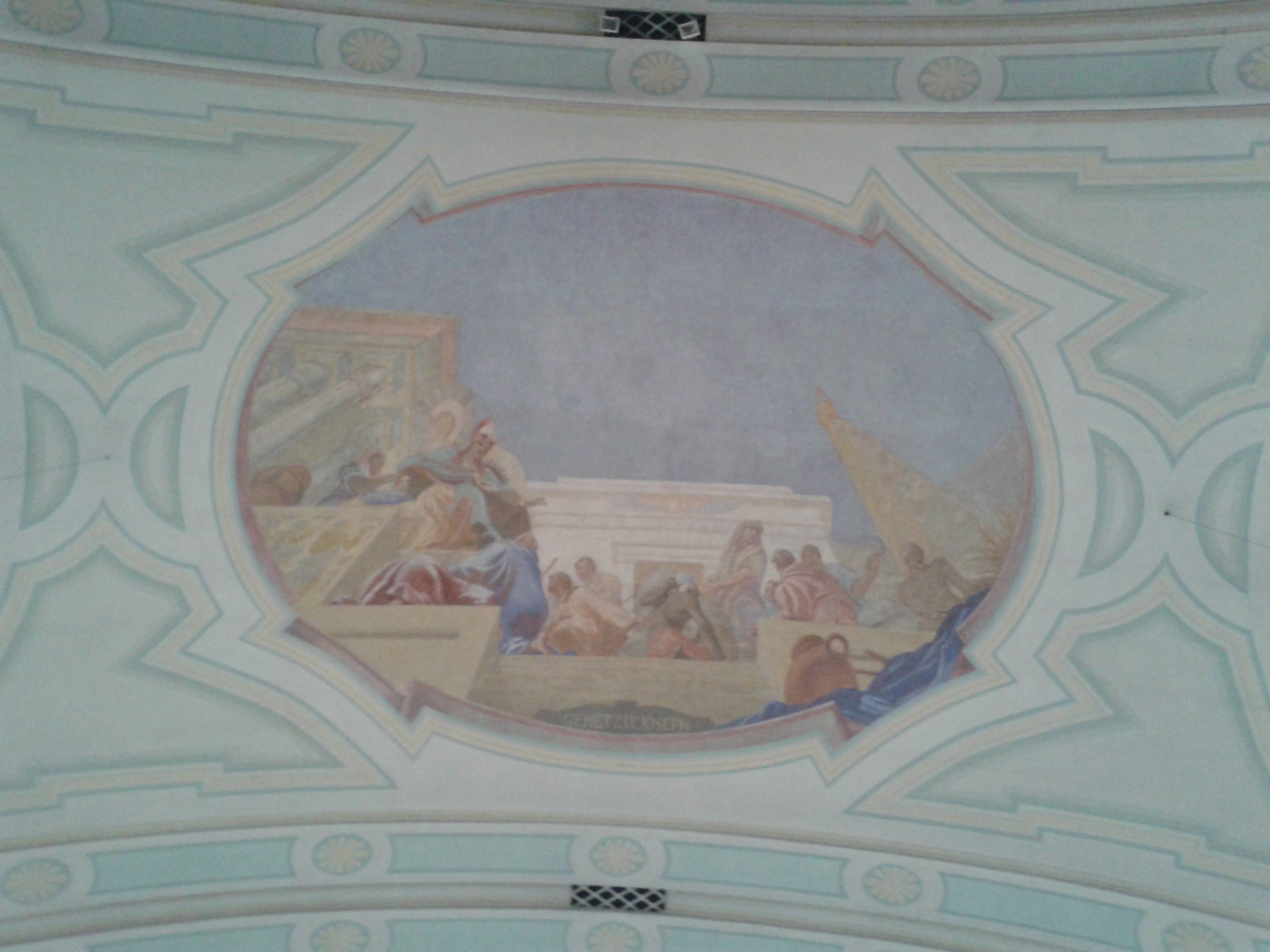
Deckengemälde ganz im Westen der Kirche: der alttestamentliche Josef (Gen 37–50 EU)
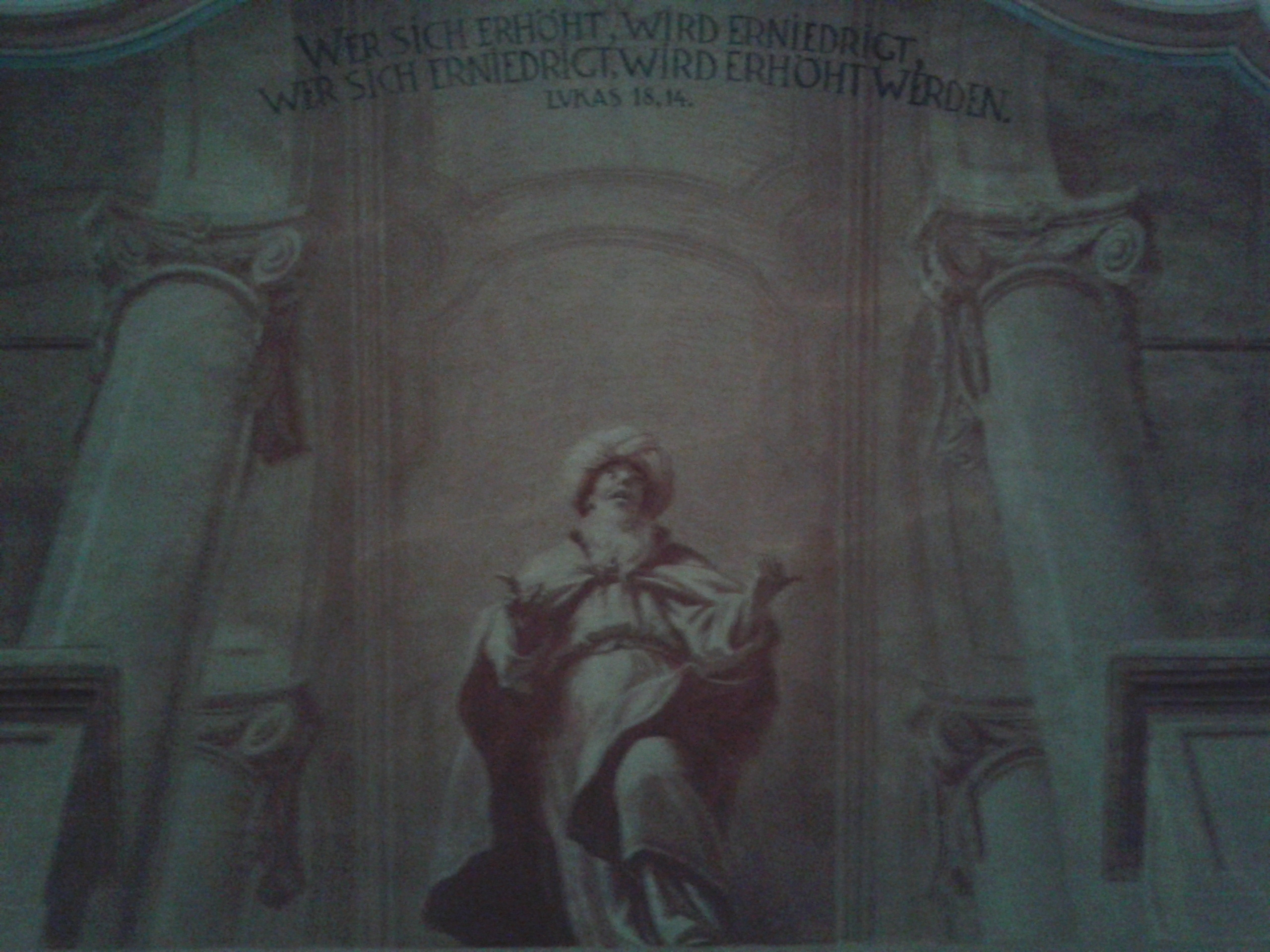
Deckengemälde am Westportal: Bild des Zöllners (Lk 18,14 EU)
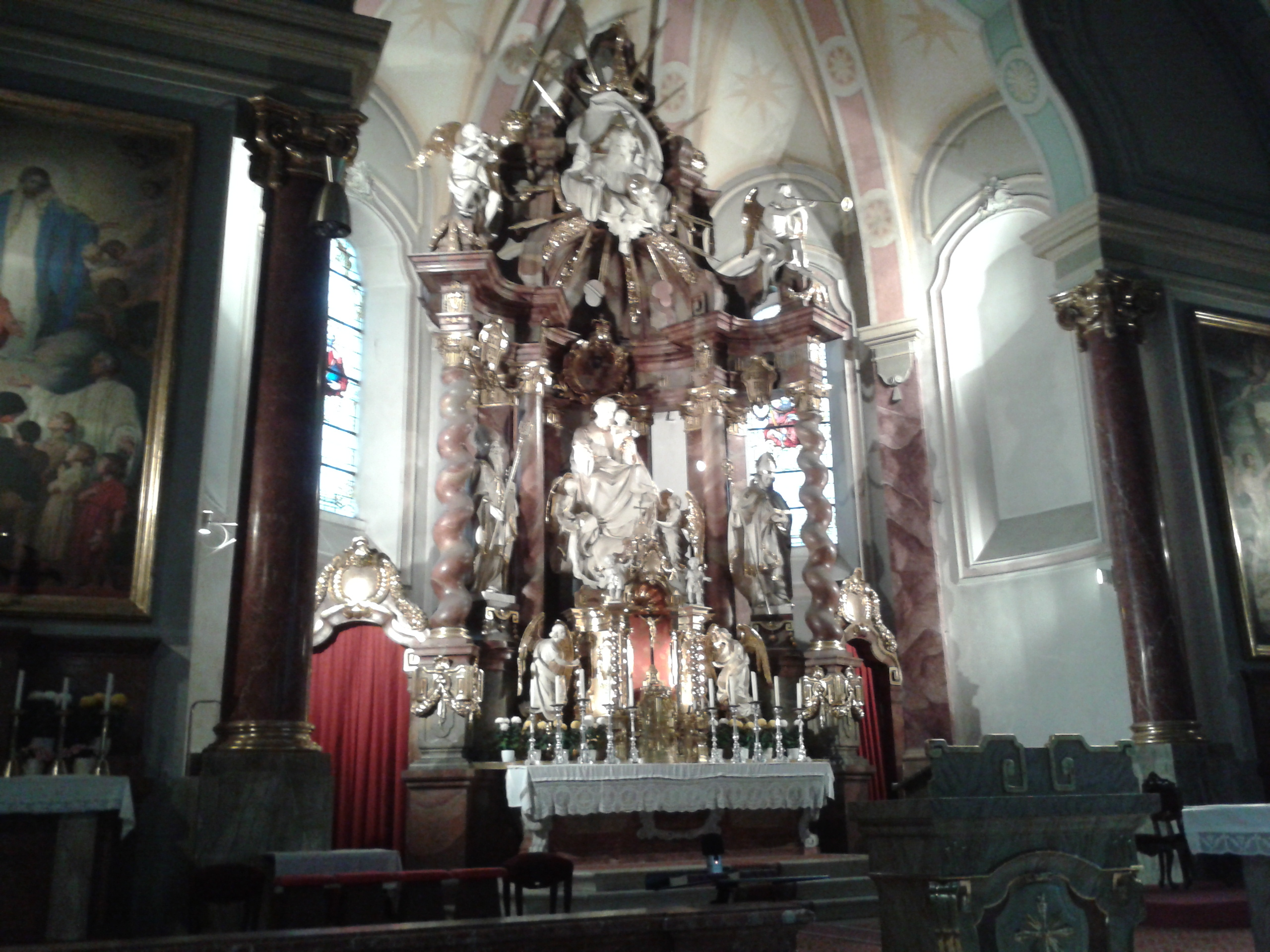
Chorraum der Stadtpfarrkirche St. Josef (Reinhausen), Hochaltar
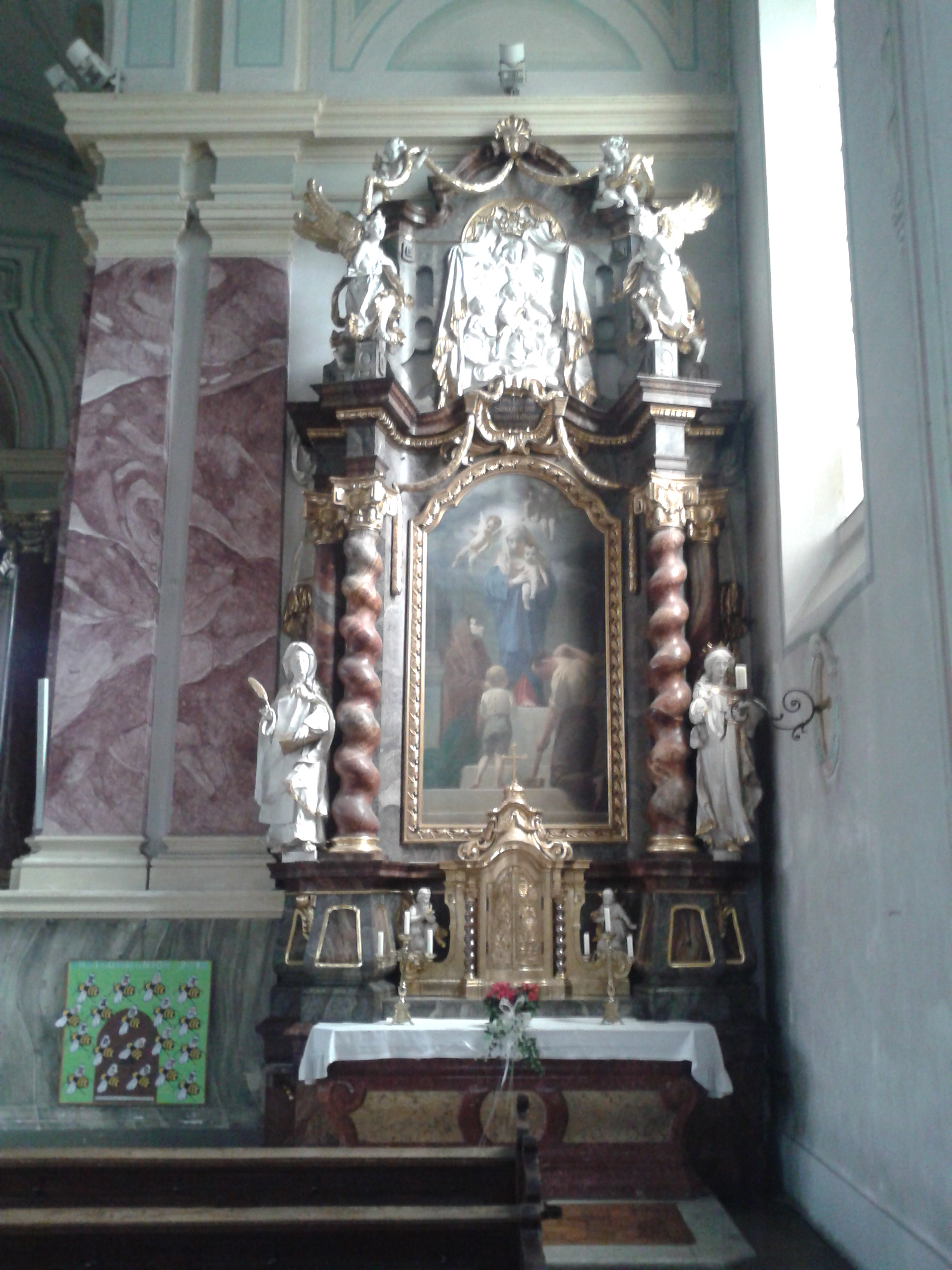
Marien-Seitenaltar (südl. Querhaus)
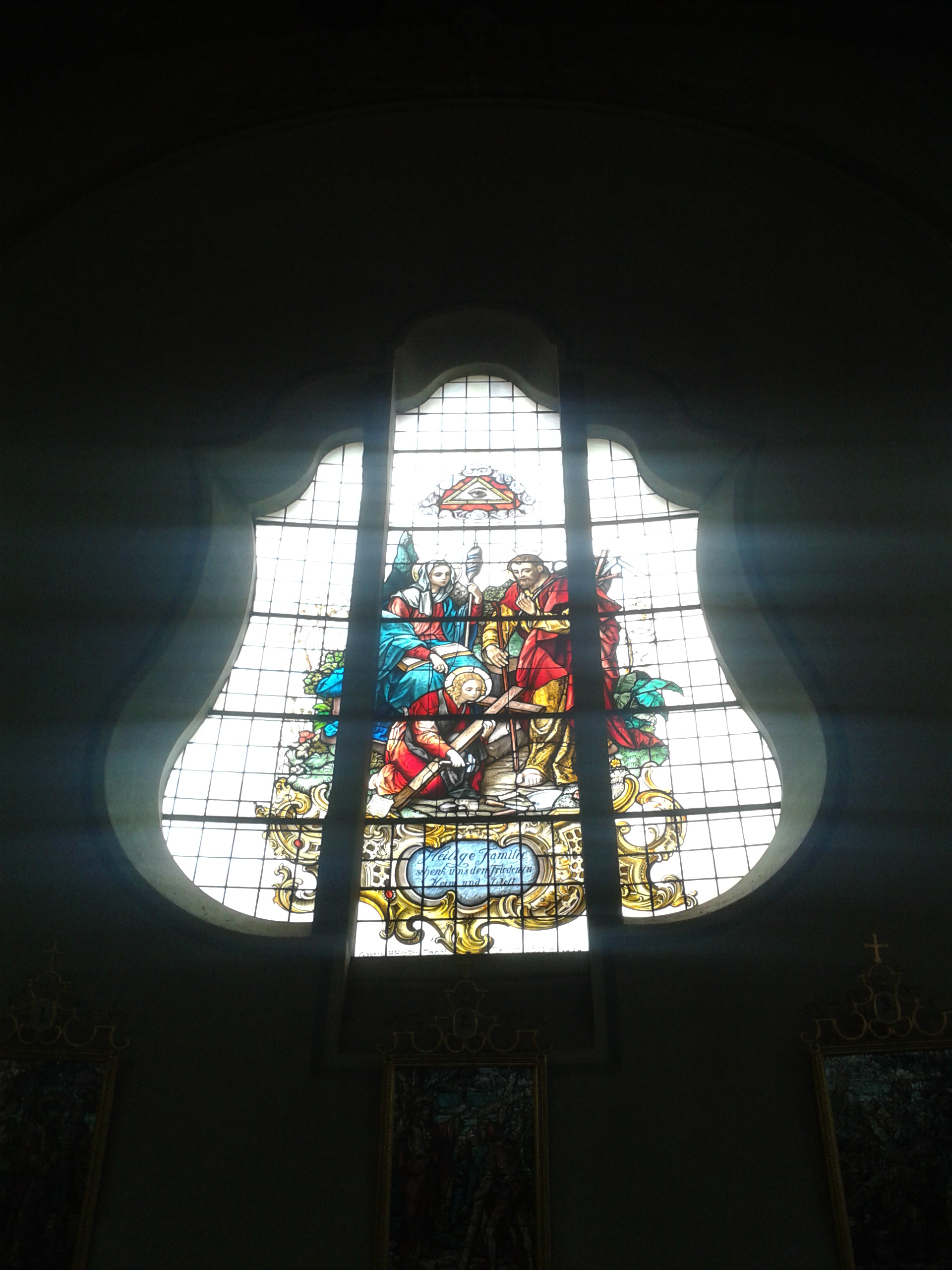
Fenster mit der Darstellung der Hl. Familie, südl. Querhaus
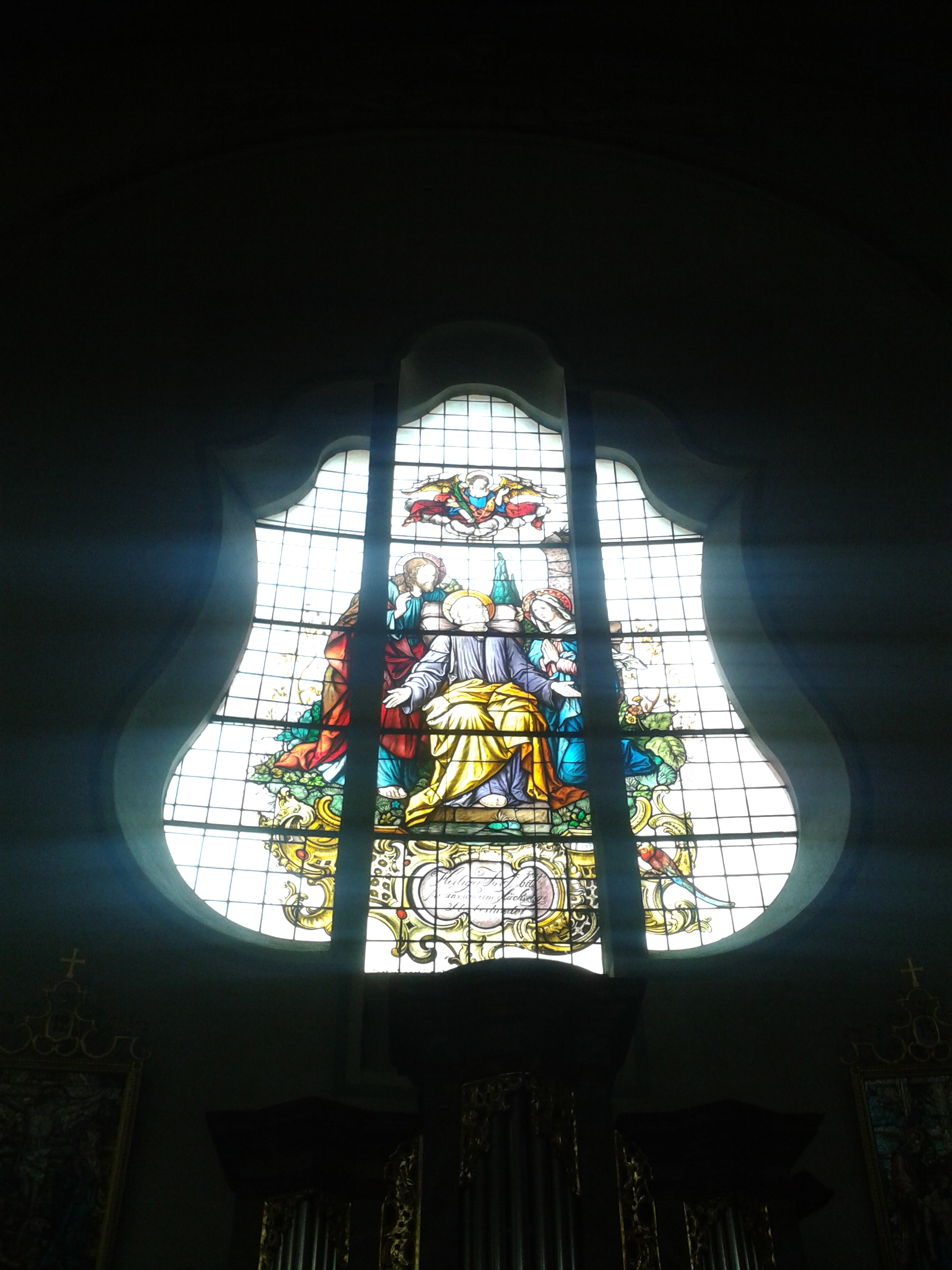
Fenster mit der Darstellung des Todes des Hl. Josef, über der Barockorgel, nördl. Querhaus
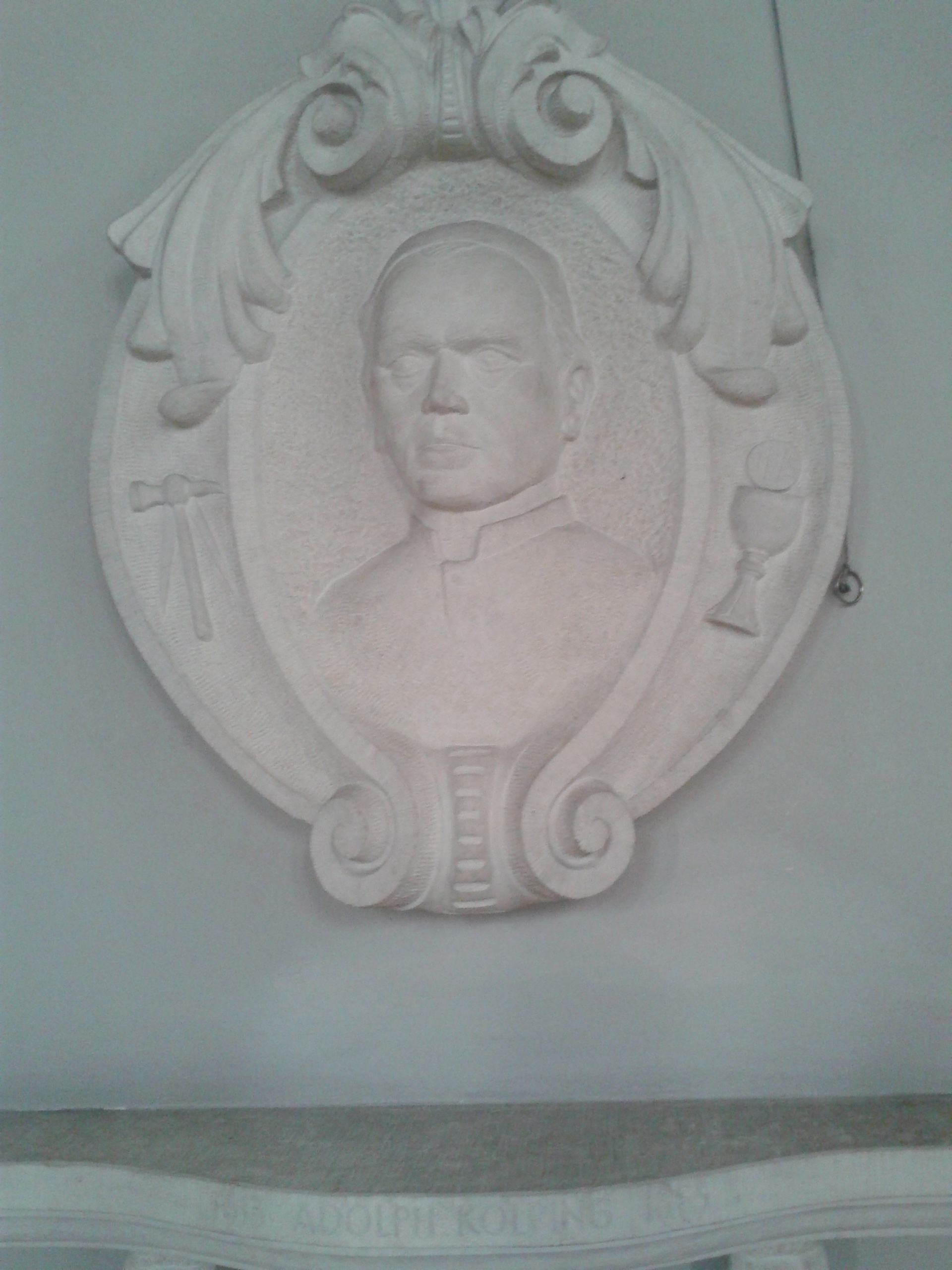
Büste Adolph Kolpings, südl. Seiteneingang